# Dimitr Krandžalov
Dimitr Krandžalov (în română Dumitru Crânjală, în bulgară Димитър Крънджалов, transliterat: Dimităr Krăndjalov; n. 26 octombrie 1907, Tulcea, România – d. 22 mai 1971, Olomouc, Cehoslovacia) a fost un lingvist - slavist român și ceh, doctor în științe filologice din 1943.

## Biografie
A absolvit Universitatea din Iasi (România) în 1933.
A lucrat ca asistent universitar la Universitatea „Alexandru Ioan Cuza” din Iași (1936-1939), ca asistent al profesorului Ilie Bărbulescu, apoi la Sofia (1940-1943, 1945-1949), Skopje (1943-1944) și Muzeul Național de Arheologie din Sofia (1939-1940); din 1949 — profesor la Universitatea „Palacký ” din Olomouc⁠(d).
A lucrat ca istoric în Bulgaria, ca asistent al profesorului Petăr Mutafciev⁠(d), și a colaborat la revista Makedonski pregled⁠(d) (Македонски преглед).

A colaborat cu dr. J. Š. Kvapil (profesor de limbile cehă și franceză la Liceul Real din Kladno) la promovarea literaturii cehe în România și la realizarea de traduceri din limba română.

## Activități de cercetare
A cercetat problemele etno- și glotogenezei slave în legătură cu mișcările de colonizare a muntenilor din Carpați, legăturile lingvistice și culturale est-romanșo-slave, influența limbii române asupra formării terminologiei păstoritului carpatic, toponimia Carpaților („română). influențe în Carpați din cu o atenție deosebită regiunii Țării Românești", 1938; „Valahi în Moravia", 1963; „Influențe românești în terminologia slavă a Carpaților", 1965).
În scrierile lui Kranzhalov, o parte semnificativă a materialului este dedicată limbii ucrainene și relațiilor ucraineno-române.

## Lucrări (selecție)

### Cărți

#### În limba română
- Literatura cehoslovacă contimporană, Editura Institutului cehoslovaco-român din Praha, Tipografia Orbis, Praga, 1937, 61 p. – împreună cu J. Š. Kvapil (semnat Dum. Crânjală)

#### În limba bulgară
- Валовете в Добруджа и Бесарабия и Прабългарската теория („Meterezele din Dobrogea și Basarabia și teoria protobulgară”), Университетска печатница [Tipografia Universității], София [Sofia], 1943
- Един „прабългарски“ вал, който не съществува („Un ax «protobulgar» care nu există”). Печатница „Р. Младенов“ [Tipografia „R. Mladenov”], 1945
- Влашкият княз Мирчо и Добруджа според неговите грамоти („Principele valah Mircea și Dobrogea conform scrisorilor sale”), Университетска печатница [Tipografia Universității], София [Sofia], 1946
- Хуни ли сме ние, българите? („Suntem, noi bulgarii, huni?”), Камарата на народната култура [Camera Culturii Naționale], 1947
- Землени укрепителни съоръжения на Балканския полуостров фалшивата прабългарска теория („Fortificațiile de pământ din Peninsula Balcanică și falsa teorie protobulgară”), Университетска печатница [Tipografia Universității], София [Sofia], 1948

#### În limba cehă
- Rumunské vlivy v Karpatech se zvláštním zřetelem k moravskému Valašsku („Influențe românești în Carpați cu privire specială asupra regiunii Valašsko din Moravia”), Nákladem Sboru pro výzkum Slovenska a Podkarpatské Rusi, Praga, 1938, xcviii, 563 p. (semnat dr. Dumitru Crânjală)
- Valaši na Moravě: materiály, problémy, metody („Valahii din Moravia: materiale, probleme, metode”), Státní Pedagogické Nakladatelství, Praga, 1963, 248 p. (semnat Dimitr Krandžalov)

### Studii și articole
- „«Baltagul» lui M. Sadoveanu in limba cehă”, în Epoca, nr. 2758, 28 aprilie 1938, p. 2; reprodus în Dreptatea, anul XII, nr. 3129, 28 aprilie 1938, p. 2.
- „Velichi Const., Mișcările revoluționare de la Brăila din 1841–1843, Buc., 1958, 430 p.”, în Historický časopis⁠(d), Bratislava, anul IX, nr. 2, 1961, pp. 335–338 (semnat D. Krandžalov).
- „Diskuse o Valaších na Moravě a valašské kolonizaci v Karpatech” („Discuția în jurul valahilor din Moravia și colonizarea valahă în Carpați”), discuții pe marginea cărții Valaši v západních Karpatech v 15.-18. století („Valahi în Carpații Apuseni în secolele XV–XVIII”) a lui J. Macůrek, în Československý časopis historický⁠(d), Praga, anul X, nr. 2, 1962, pp. 200–209 (semnat D. Krandžalov).